# 石南駅
石南駅（ソクナムえき）は大韓民国仁川広域市西区石南洞にある、仁川交通公社の駅。仁川2号線、ソウル7号線（終点）が乗り入れる。駅番号は仁川2号線がI213、7号線が761。

## 歴史
- 2016年7月30日：仁川2号線の開業に伴い、当駅が開業。
- 2021年5月22日：ソウル交通公社（当時）7号線が当駅に延伸、乗換駅となった。[2]
- 2022年1月1日：ソウル7号線・カチウル-石南間の運営権を仁川交通公社に移管。

## 駅構造
仁川2号線・ソウル7号線ともに2面2線の地下駅。両線ともホームドア完備。
開通は仁川2号線が先であるが、地域住民の請願によりソウル7号線が延長開通した形となっているため、既存の仁川都市鉄道2号線駅に増設される形で建設され、出入口と待合室の一部を共有する。

### のりば
両線ともに案内上ののりば番号は設定されていない。
| 上 | 仁川2号線 | 西区庁・黔岩・黔丹梧柳方面 |
| 下 | 仁川2号線 | 朱安・仁川市庁・雲宴方面   |

| 上 | ソウル7号線 | 富平区庁・建大入口・長岩方面 |
| 下 | ソウル7号線 | 当駅止まり                   |

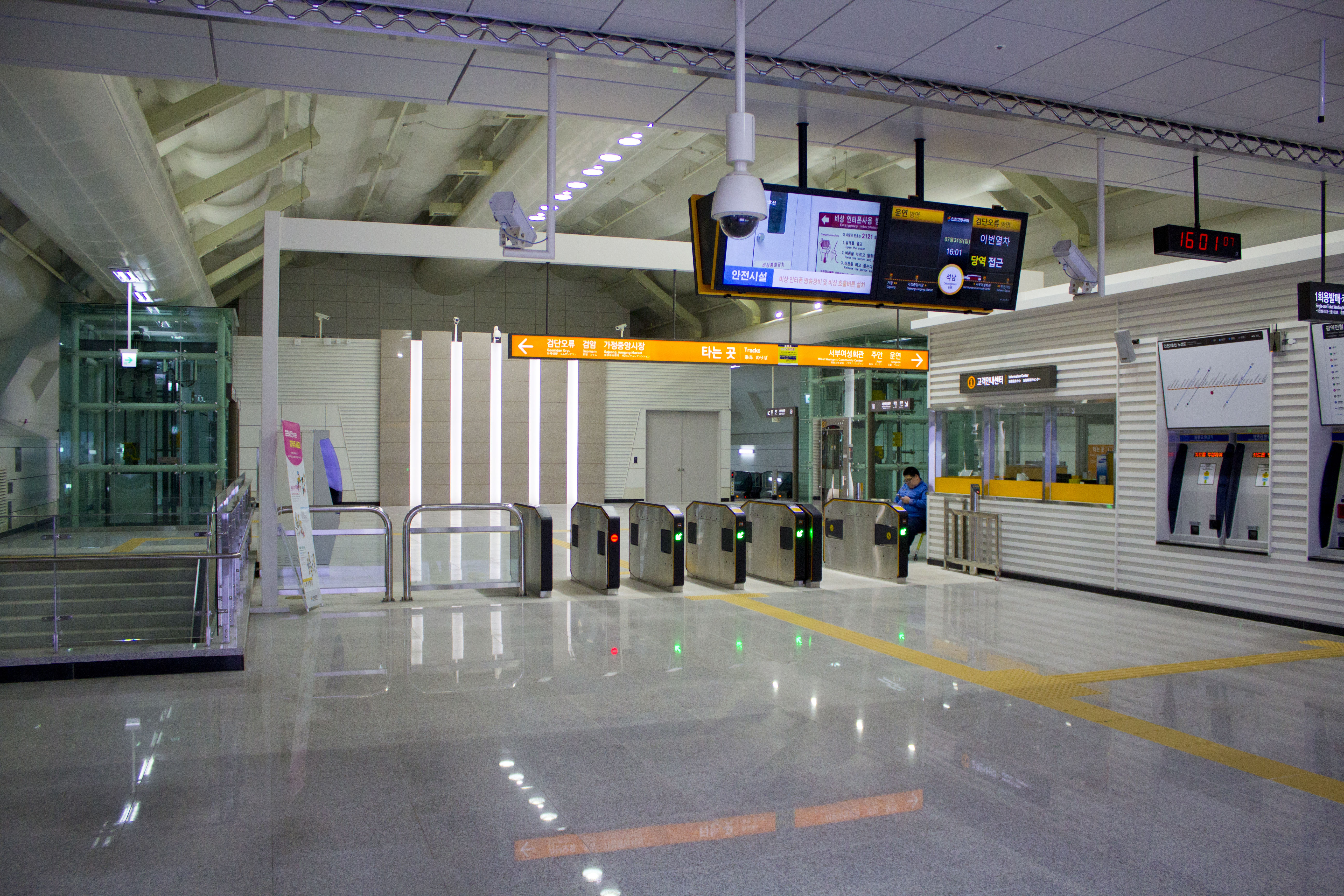
改札口
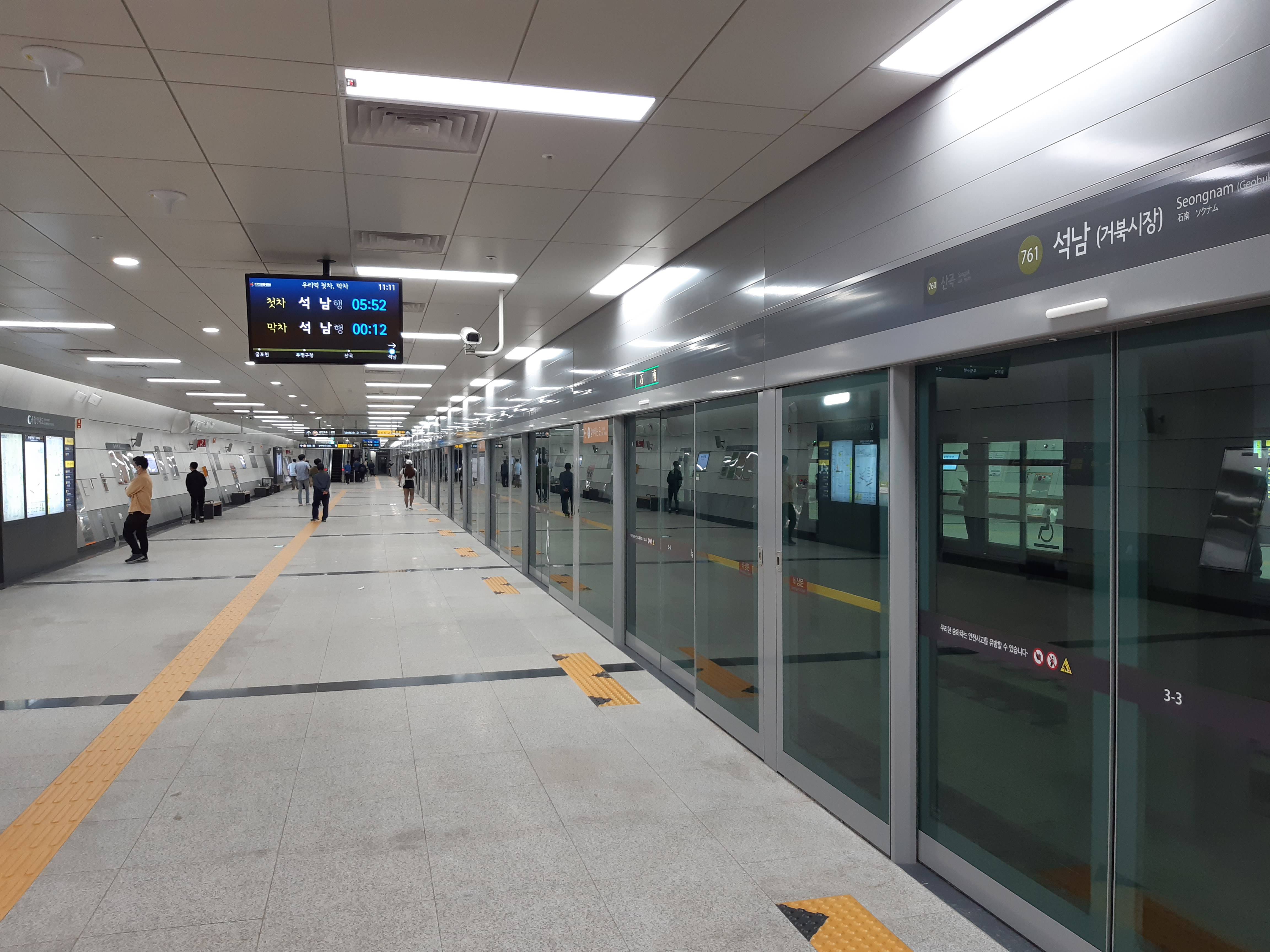
ソウル7号線ホーム
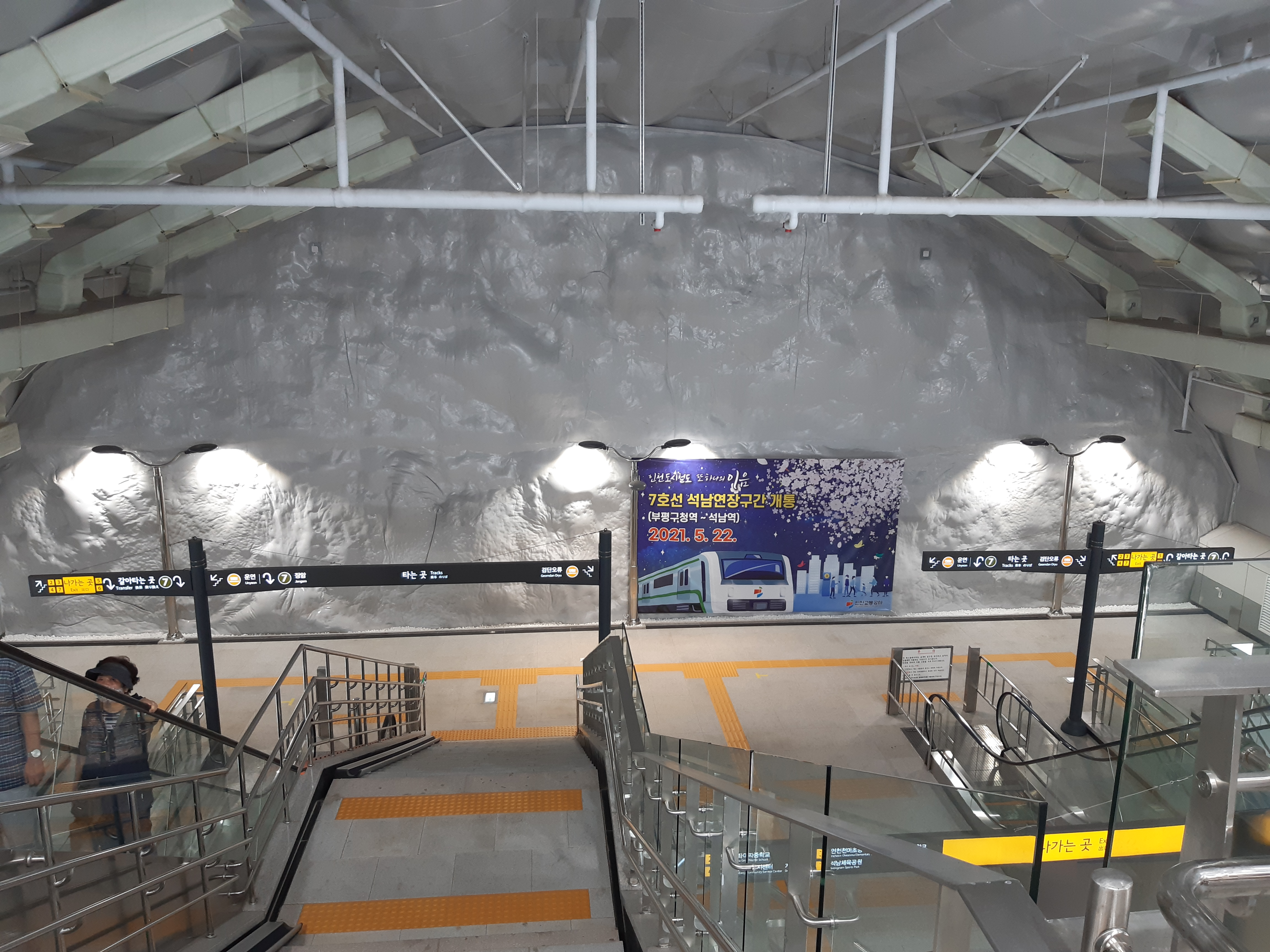
両路線を繋ぐ通路

## 駅周辺
- 仁川大路（朝鮮語版）
- 仁川保健高等学校（朝鮮語版）
- 仁川石南中学校（朝鮮語版）
- SK仁川石油化学（朝鮮語版）
- MODAアウトレット（朝鮮語版）仁川店
- 仁川佳佐女子中学校（朝鮮語版）
- 佳停高等学校（朝鮮語版）
- 仁川天馬初等学校（朝鮮語版）

## 隣の駅
仁川交通公社（仁川都市鉄道）
 仁川2号線
佳亭中央市場駅 (I212) - 石南駅 (I213)  - 西部女性会館駅 (I214)
 ソウル7号線
山谷駅 (760) - 石南駅 (761)